# Centrolophus
Genre
Synonymes
- Acentrolophus Nardo, 1827[1]
- Centrolophodes Gilchrist & von Bonde, 1923[1]

Centrolophus est un genre de poissons de la famille des Centrolophidae.

## Liste des espèces
Selon World Register of Marine Species (4 juillet 2021) :
- Centrolophus niger (Gmelin, 1789)

## Publication originale
- Lacépède, Histoire naturelle des poissons, par le citoyen La Cepède, t. 4, Paris, Plassan, 1802, 728 p. (lire en ligne), p. 441-443.